# Concistori di papa Innocenzo VII

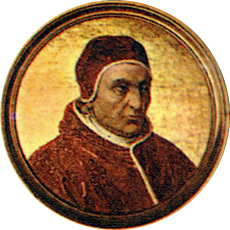
Papa Innocenzo VII

Questa voce raccoglie l'elenco completo dei concistori per la creazione di nuovi cardinali presieduti da papa Innocenzo VII, con l'indicazione di tutti i cardinali creati. In un solo concistoro, Innocenzo VII ha creato 11 cardinali, provenienti da due nazioni: 10 italiani e 1 francese.

## 12 giugno 1405
Il 12 giugno 1405, durante il suo unico concistoro, papa Innocenzo VII creò 11 nuovi cardinali. Gli undici nuovi porporati furono:
- Corrado Caracciolo, vescovo di Mileto, creato cardinale presbitero di San Crisogono; deceduto il 15 febbraio 1411.
- Angelo Correr, patriarca titolare di Costantinopoli, creato cardinale presbitero di San Marco; poi eletto papa con il nome di Gregorio XII il 30 novembre 1406, inviò la sua rinuncia al papato il 4 luglio 1415 al Concilio di Costanza, che gli conferì il titolo di cardinale vescovo di Frascati; deceduto il 18 ottobre 1417.
- Francesco Uguccione, arcivescovo di Bordeaux (Francia); creato cardinale presbitero dei Santi Quattro Coronati; deceduto il 14 luglio 1412.
- Giordano Orsini, arcivescovo di Napoli, creato cardinale presbitero dei Santi Silvestro e Martino ai Monti; deceduto il 29 maggio 1438.
- Giovanni Migliorati, nipote di Sua Santità e arcivescovo di Ravenna, creato cardinale presbitero di Santa Croce in Gerusalemme; deceduto il 16 ottobre 1410.
- Pietro Filargo, O.F.M., arcivescovo di Milano, creato cardinale presbitero dei Santi XII Apostoli; poi eletto Antipapa Alessandro V il 26 giugno 1409 durante il Concilio di Pisa, primo antipapa dell'obbedienza pisana; deceduto il 3 maggio 1410.
- Antonio Arcioni, vescovo di Ascoli Piceno, creato cardinale presbitero di San Pietro in Vincoli; deceduto il 21 luglio 1405.
- Antonio Calvi, vescovo di Todi, creato cardinale presbitero di Santa Prassede; deceduto il 2 ottobre 1411.
- Oddone Colonna, vescovo eletto di Urbino, protonotario apostolico; creato cardinale diacono di San Giorgio in Velabro; poi eletto papa con il nome di Martino V l'11 novembre 1417 durante il Concilio di Costanza; deceduto il 20 febbraio 1431.
- Pietro Stefaneschi, protonotario apostolico, creato cardinale diacono di Sant'Angelo in Pescheria; deceduto il 30 ottobre 1417.
- Jean Gilles, prevosto di Liegi, creato cardinale diacono dei Santi Cosma e Damiano; deceduto il 1º luglio 1408.

## Fonti
- (EN) Salvador Miranda, Innocent VII, su fiu.edu – The Cardinals of the Holy Roman Church, Florida International University.